# Summansaari
Summansaari är en ö i Finland. Den ligger i sjön Uramo och i kommunen Joensuu i den ekonomiska regionen  Joensuu ekonomiska region  och landskapet Norra Karelen, i den sydöstra delen av landet, 400 km nordost om huvudstaden Helsingfors. Öns area är 2,5 hektar och dess största längd är 290 meter i öst-västlig riktning.